# Михайловка (Николаевский район)
Михайловка (укр. Михайлівка, до 2016 г. — Ульяновка) — село в Николаевском районе Николаевской области Украины.
Население по переписи 2001 года составляло 1456 человек. Почтовый индекс — 57116. Телефонный код — +380 512.

## Местный совет
57116, Николаевская обл., Николаевский р-н, с. Михайловка, ул. Советская, 9